# Camponotus gestroi
Camponotus gestroi  (лат.) — вид древесных муравьёв рода Camponotus из подсемейства формицины (Formicidae).

## Распространение
Западная Палеарктика: Армения, южная Европа, Ирак, Иран, Израиль, Ливан, Турция.

## Описание
Древесные муравьи чёрного цвета. Среднего размера, рабочие длиной около 5 мм (солдаты до 1 см). Отличается следующими признаками: мезосома и брюшко с обильными отстоящими волосками; проподеальный дозум сзади округлый, без зубцов; тело слабо пунктированное (частично блестящее), дорзальная поверхность мезосомы со слабым метанотальным швом. 
Стебелёк между грудкой и брюшком состоит из одного членика (петиолюс), несущего вертикальную чешуйку. Жало отсутствует.

## Систематика
Вид был впервые описан в 1878 году  и включён в состав подрода Myrmentoma вместе с такими видами как Camponotus piceus, Camponotus abrahami и Camponotus aegaeus.